# Posterització

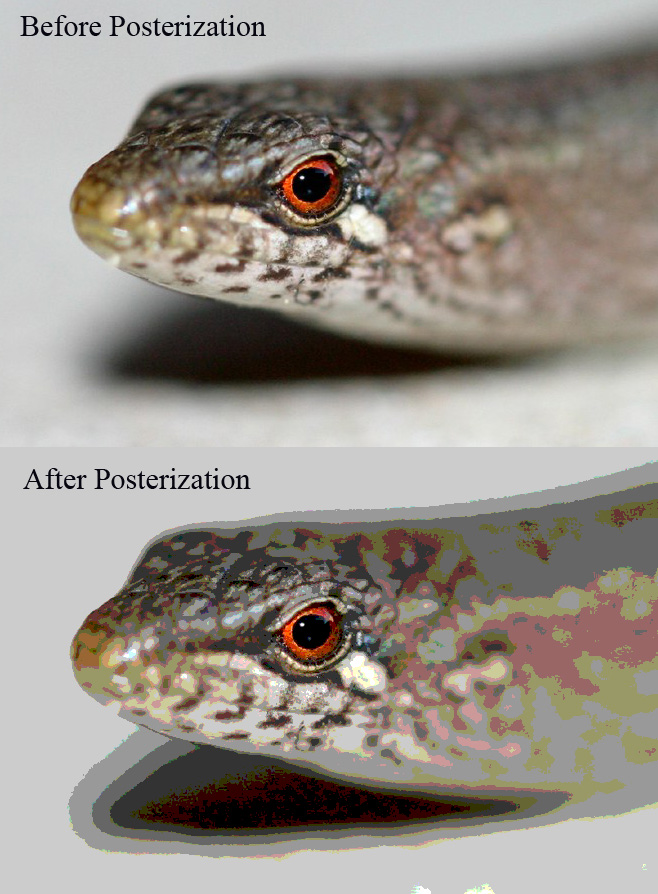
Exemple d'una fotografia en format JPEG (color de 24 bits o 16,7 milions de colors) abans de la posterització, contrastant el resultat de guardar en format GIF (256 colors). La posterització es produeix a través de la imatge, però és més evident en les zones de subtil variació en el to.

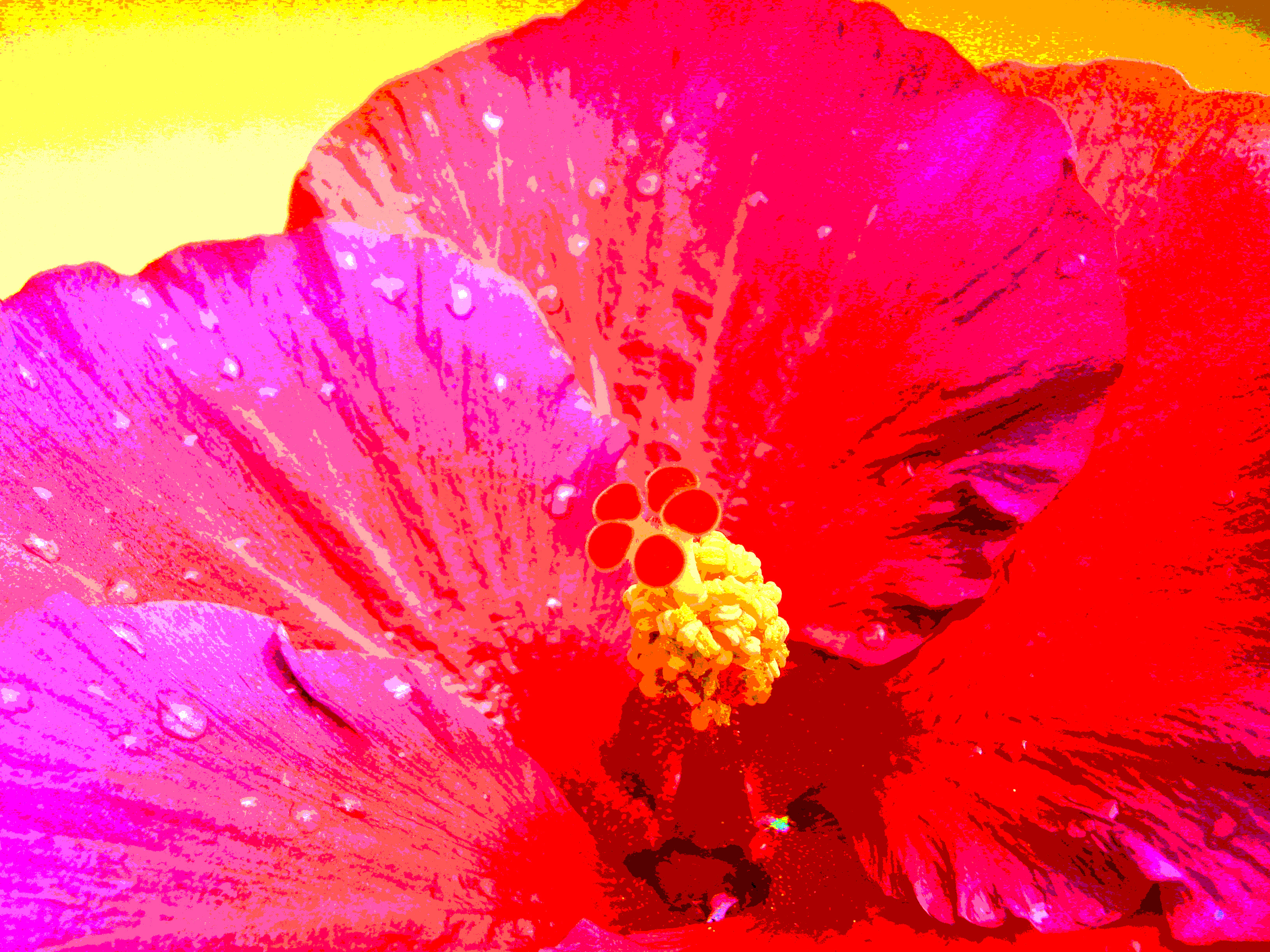
Foto posteritzada

La posterització d'una imatge implica la conversió d'una gradació contínua de to a diverses zones d'un menor nombre de tons, amb canvis bruscos de to d'una regió a altra. Això va ser fet originalment empren processos fotogràfics per a crear cartells. Ara es pot fer fotogràficament o empren processament digital d'imatges, i pot ser deliberat o pot ser un efecte no desitjat de la quantificació del color.

## Causes
L'efecte pot ser creat deliberadament, o succeir accidentalment. Per a efectes artístics, la majoria de programes d'edició d'imatge proporcionen una eina de posterització, o poden ser utilitzats processos fotogràfics. La posterització no desitjada, efecte conegut com a Bandes de color, es pot produir quan la profunditat de color, de vegades anomenada profunditat de bits, és insuficient per representar amb precisió una gradació contínua de to de color. Com a resultat d'això, un gradient continu apareix com una sèrie de passos discrets o Bandes de color - d'aquí el nom. Quan es parla de pantalles de píxels fixos, com ara televisors LCD i de plasma, aquest efecte es coneix com a fals contorneig. El resultat pot ser agreujat per una il·lusió òptica, anomenada la il·lusió de les bandes de Mach, en el qual cada banda sembla tenir un gradient d'intensitat en la direcció oposada a la del gradient general. Aquest problema es pot resoldre, en part, emprant el tramat.

## Procés fotogràfic
La posterització és un procés en el desenvolupament fotogràfic que converteix fotografies normals en una imatge amb diferents àrees planes de diferents tons o colors. Una imatge posteritzada sovint té el mateix aspecte general, però porcions de la imatge original que presentaven transicions graduals se substitueixen per canvis abruptes en l'ombra i la gradació d'una àrea de to a un altre. La Impressió de la posterització de blanc i negre requereix separacions de densitat, que un, llavors imprimeix al mateix full de paper per crear la imatge completa. Les separacions poden ser fetes per densitat o color, usant diferents exposicions. Les separacions de densitat es poden crear mitjançant la impressió de tres còpies de la mateixa imatge, cadascuna amb un temps d'exposició diferent que es combinaran per a aconseguir la imatge final.

## Aplicacions
Típicament, la posterització s'utilitza per traçar les corbes de nivell i la vectorització d'imatges fotorealistes. Aquest procés de rastreig comença amb 1 bit per canal i avança cap a 4 bits per canal. Com que els bits per canal augmenten, el nombre de nivells de lluminositat que un color pot mostrar també augmenten. Un artista visual, al trobar-se amb una line art que ha estat danyada per la compressió JPEG, pot considerar posteritzar la imatge com un primer pas per eliminar artefactes a les vores de la imatge.

## Posterizatció temporal
Posterització temporal és l'efecte visual de reduir el nombre de fotogrames de vídeo, encara que no la reducció de la velocitat a la que realment es reprodueix. Això es compara amb la posterització regular, on es redueix el nombre de variacions de color individuals, mentre que el rang general dels colors no ho fa. L'efecte de moviment és similar a l'efecte d'una llum estroboscòpica intermitent, però sense el contrast de clar i fosc. A diferència d'un telecinat, els fotogrames no utilitzats simplement es rebutgen, i es pretén que sigui aparent (s'usa més temps que la persistència de la visió que els vídeos i les pel·lícules normalment necessiten). Un GIF animat sovint es veu posteritzat a causa de la seva normalment baixa velocitat de fotogrames. Més formalment, això es fa disminuint la freqüència de mostratge en la dimensió de temps, ja que s'està reduint la resolució (precisió de l'entrada), no la taxa de bits (precisió de la sortida, com en la posterització). El moviment resultant és una forma temporal de dents de serra; formalment, una forma d'aliasing. Aquest efecte pot ser la intenció, però per reduir la taxa de fotogrames sense introduir aquest efecte, un pot utilitzar temporalment el suavitzat, que produeix desenfocament del moviment.
Comparar amb l'estirament de temps,que afegeix fotogrames.